# Třída Sa'ar 4.5
Třída Sa'ar 4.5 (hebrejsky: סער, tj. bouře) jsou raketové čluny Izraelského vojenského námořnictva. Jedná se o vylepšenou zvětšenou verzi raketových člunů třídy Sa’ar 4. Celkem bylo ve dvou podtřídách postaveno 10 jednotek této třídy (4+6). První skupina (Aliya) byla vybavena palubním vrtulníkem, který byl důležitý pro navádění protilodních střel na dlouhou vzdálenost. Druhá skupina (Hetz) nesla namísto vrtulníku silnější výzbroj. Druhá skupina je snadno rozpoznatelná podle mohutného hlavního stožáru, na němž je neseno množství elektroniky. Jediným zahraničním uživatelem třídy je Mexiko, které v lednu 2004 koupilo první dvě jednotky.
Na základě třídy Sa'ar 4.5 byly rovněž vyvinuta rodina hlídkových lodí. Podle délky trup se dělí na typy OPV 58 a OPV 62. Jejich uživateli jsou Ázerbájdžán, Kypr, Rovníková Guinea a Řecko.

## Stavba
Izraelská loděnice Israel Shipyards v Haifě postavila celkem 10 jednotek této třídy. První čtyři kusy byly postaveny jako vůdčí lodě raketových člunů, a proto nesly lepší elektroniku a na zádi byly vybaveny hangárem a přistávací plochou pro vrtulník. Do služby vstoupily v letech 1980–1982. V letech 1991–2003 bylo postaveno dalších šest člunů, které místo vrtulníku nesly silnější výzbroj. Na některá plavidla bylo instalováno vybavení sejmuté z vyřazovaných člunů třídy Sa’ar 4.
Jednotky třídy Sa’ar 4.5:
| Název                  | Podtřída     | Spuštěna na vodu  | Uvedena do služby | Poznámka                                                                          |
| ---------------------- | ------------ | ----------------- | ----------------- | --------------------------------------------------------------------------------- |
| INS Aliya (ex Chochit) | Aliya        | 11. července 1980 | srpen 1980        | Prodán mexickému námořnictvu, v srpnu 2004 zařazen jako Huracán (A301), aktivní.  |
| INS Geula              | Aliya        | prosinec 1980     | 31. prosince 1980 | Prodán mexickému námořnictvu, v srpnu 2004 zařazen jako Tormenta (A302), aktivní. |
| INS Romat              | Aliya        |                   | září 1981         | Aktivní.                                                                          |
| INS Keshet             | Aliya        |                   | 1982              | Aktivní.                                                                          |
| INS Hetz (ex Nirit)    | Hetz / Nirit |                   | 1991              | Aktivní.                                                                          |
| INS Kidon              | Hetz / Nirit |                   | 1997              | Aktivní.                                                                          |
| INS Tarshish           | Hetz / Nirit |                   | 1997              | Aktivní.                                                                          |
| INS Yaffo              | Hetz / Nirit |                   | 1998              | Aktivní.                                                                          |
| INS Herev              | Hetz / Nirit | 9. května 2002    | 2002              | Aktivní.                                                                          |
| INS Sufa               | Hetz / Nirit | 9. května 2002    | 2003              | Aktivní.                                                                          |

## Konstrukce

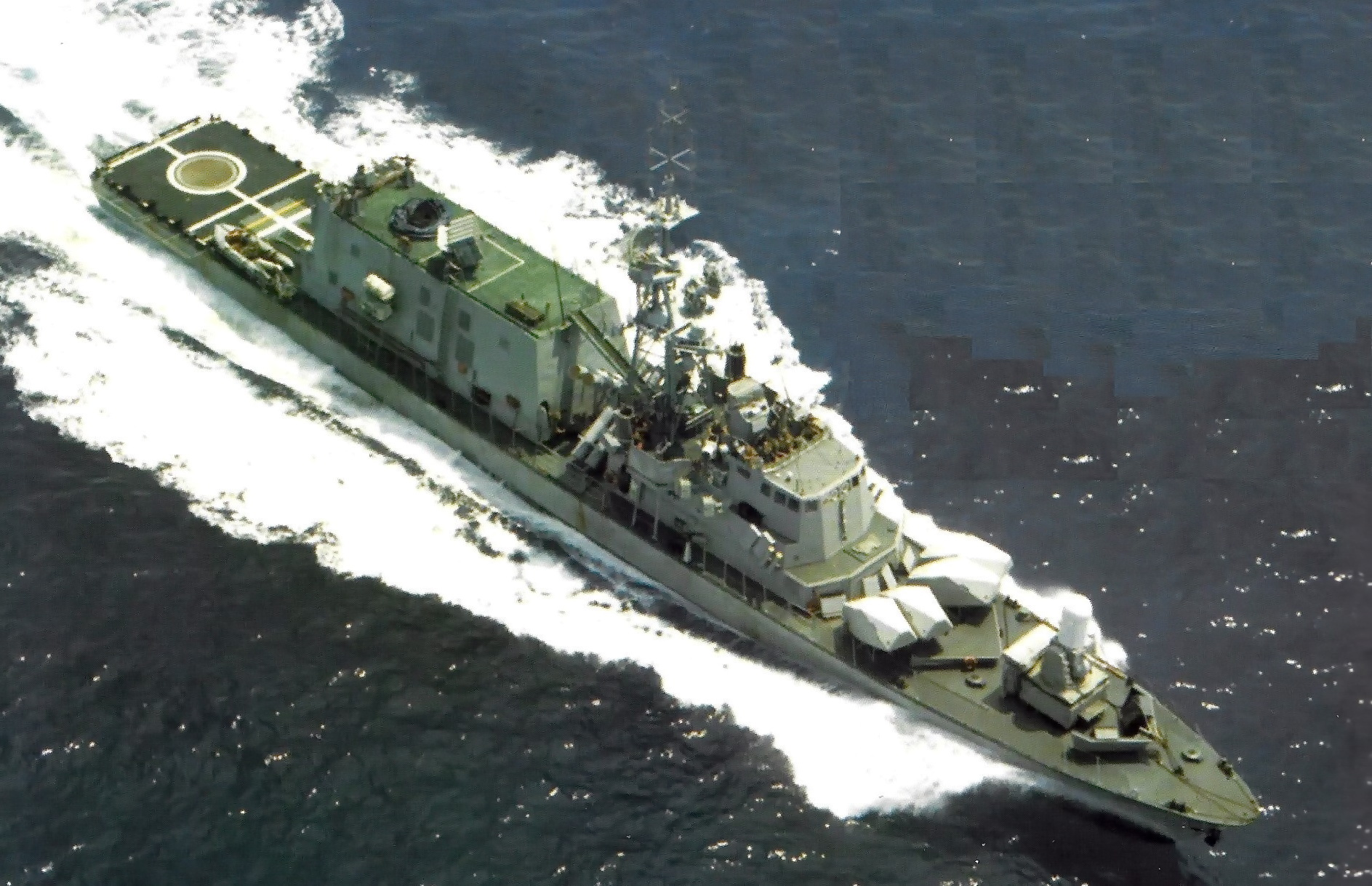
Geula

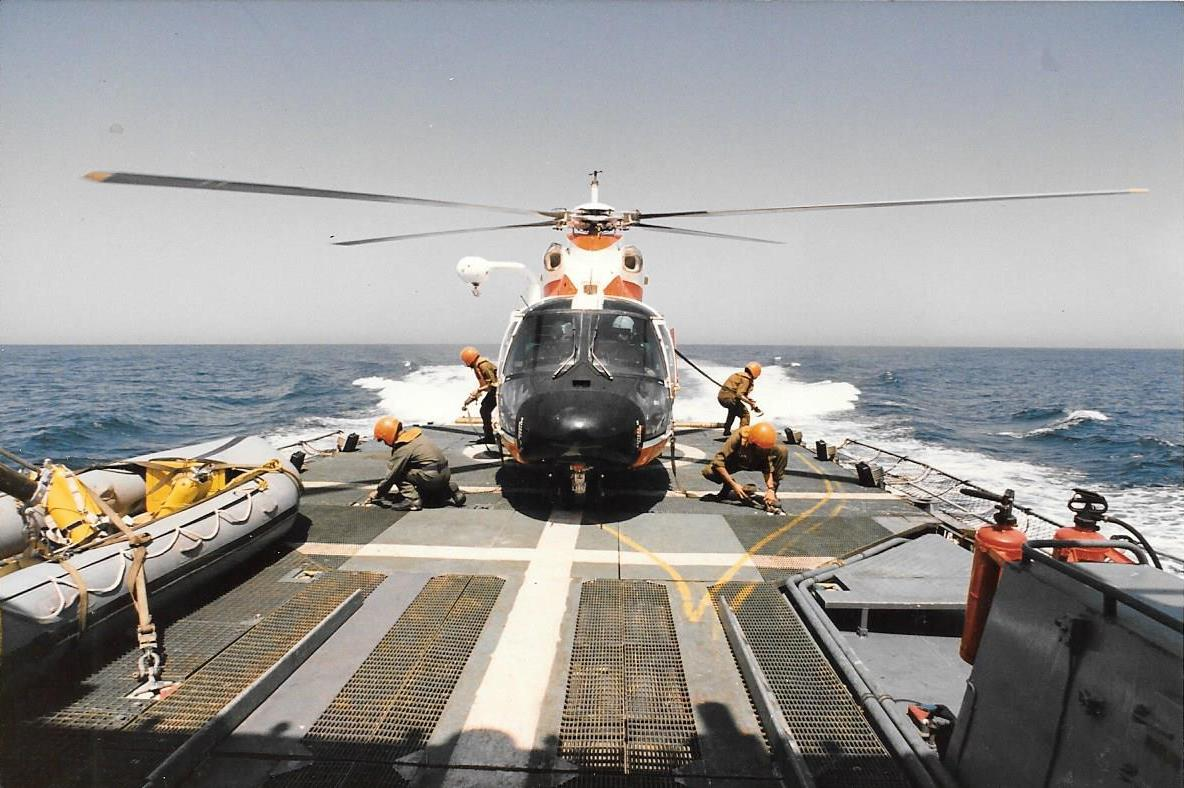
Vrtulník Doplhin na zádi raketového člunu Aliya

### Aliya(Chochit)
Raketové čluny tohoto typu nesly slabší výzbroj, proto jejich zadní polovina byla vyhrazena palubnímu vrtulníku. Nesly vyhledávací radar Thomson-CSF TH-D 1040 Neptune, střelecký radar Selenia Orion RTN-1 OX, systém elektronického boje Elta MN-53, vrhače klamných cílů a sonar ELAC. Původní výzbroj tvořil jeden 40mm kanón, dva 20mm kanóny, čtyři 12,7mm kulomety a čtyři protilodní střely Gabriel Mk.II s dosahem 36 km. Na zádi byla instalována přistávací plocha a hangár pro vrtulník. Zpočátku byly neseny lehké typy Bell 206, MD 500 Defender, nebo AS565 Panther.
Pohonný systém tvořily čtyři diesely MTU 538, každý o výkonu 3380 hp, pohánějící čtyři lodní šrouby. Nejvyšší rychlost dosahovala 33 uzlů. Dosah byl 4800 námořních mil při 19 uzlech, nebo 2200 námořních mil při 30 uzlech.
V 80. letech byl 40mm kanón člunu Geoula zkušebně nahrazen dvojitým 30mm kanónem izraelského typu PCM-30. Roku 1986 nahradil 40mm kanón jeden obranný 20mm kanónový komplet Mk.15 Phalanx. Výzbroj člunů Aliya a Geoula byla navíc posílena o čtyři protilodní střely RGM-84C Harpoon s dosahem 130 km. Z raketových člunů Romat a Keshet byl zcela odstraněn hangár a přistávací plocha, přičemž získané místo bylo využito pro další výzbroj. Ta byla posílena o 76mm kanón OTO Melara, 20mm systém bodové obrany Phalanx, dvě střely Gabriel Mk.II a osm střel Harpoon.

### Nirit(Hetz)

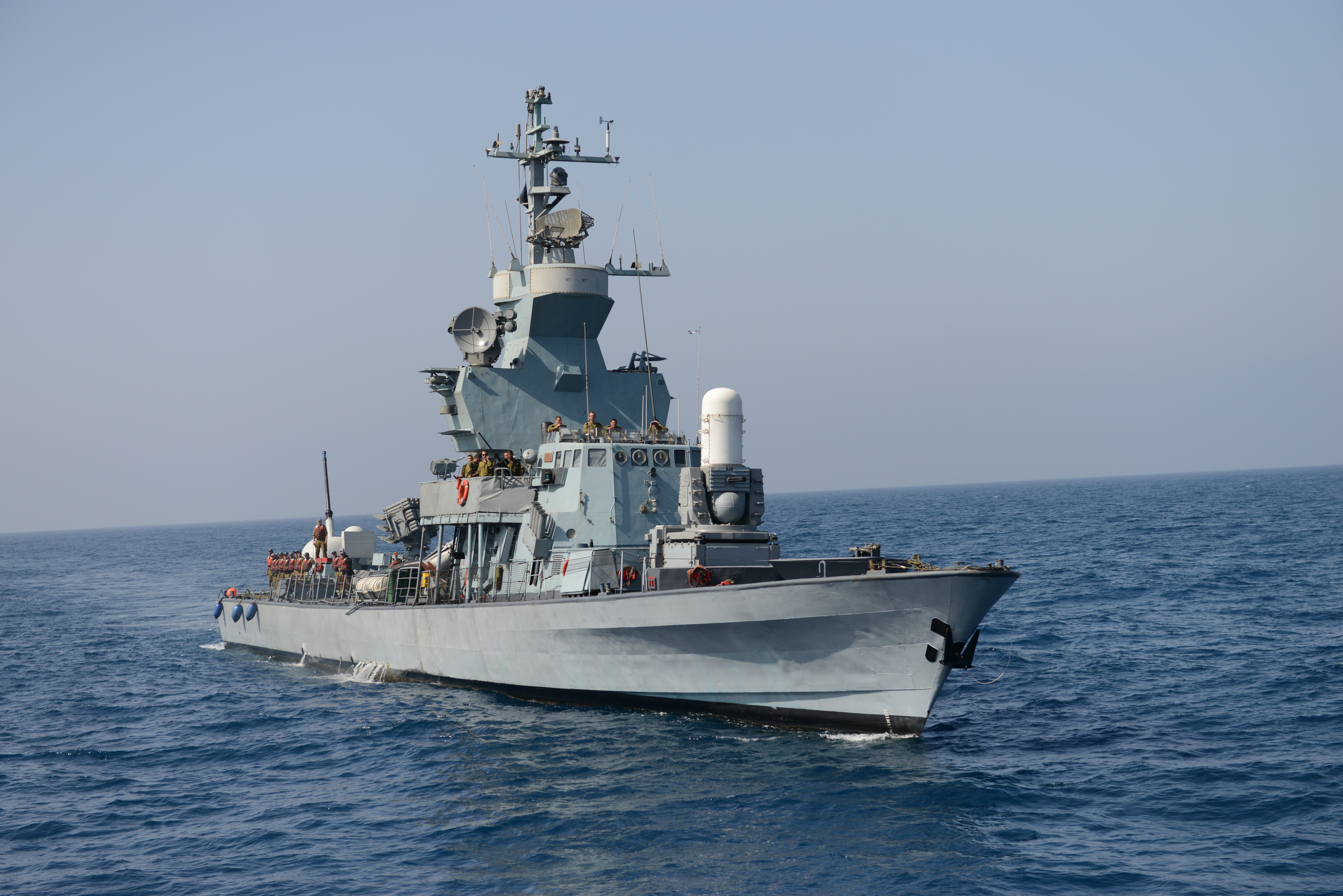
Na snímku raketového člunu Kidon je jasně vidět neobvykle tvarovaný hlavní stožár

Trup je zhotoven z oceli a nástavby z hliníkových slitin. Pro plavidla je typický mohutný uzavřený klimatizovaný hlavní stožár, který má stealth tvarování a obsahuje řadu elektronických systémů. Elektroniku tvoří dva střelecké radary Elta EL/M-2221 a jeden přehledový Elta EL/M-2228S. Obranu posiluje systém elektronického boje Rafael Shark a dva 72hlavňové vrhače klamných cílů Elbit Deseaver.
Plavidla jsou vyzbrojena jedním 76mm kanónem OTO Melara Compact, jedním 20mm kanónem Mk.15 Phalanx a čtyřmi 12,7mm kulomety. Údernou výzbroj tvoří osm protilodních střel Harpoon a až šest protilodních střel Gabriel Mk.II. Protivzdušnou obranu zajišťují čtyři osminásobná vertikální vypouštěcí sila protiletadlových řízených střel Barak 1 s dosahem 10 km.
Pohonný systém tvoří čtyři diesely MTU 16V538 TB93 o celkovém výkonu 16 375 bhp. Ty pohánějí čtyři lodní šrouby. Nejvyšší rychlost dosahuje 33 uzlů. Dosah je 3000 námořních mil při rychlosti 17 uzlů.

## Zahraniční uživatelé

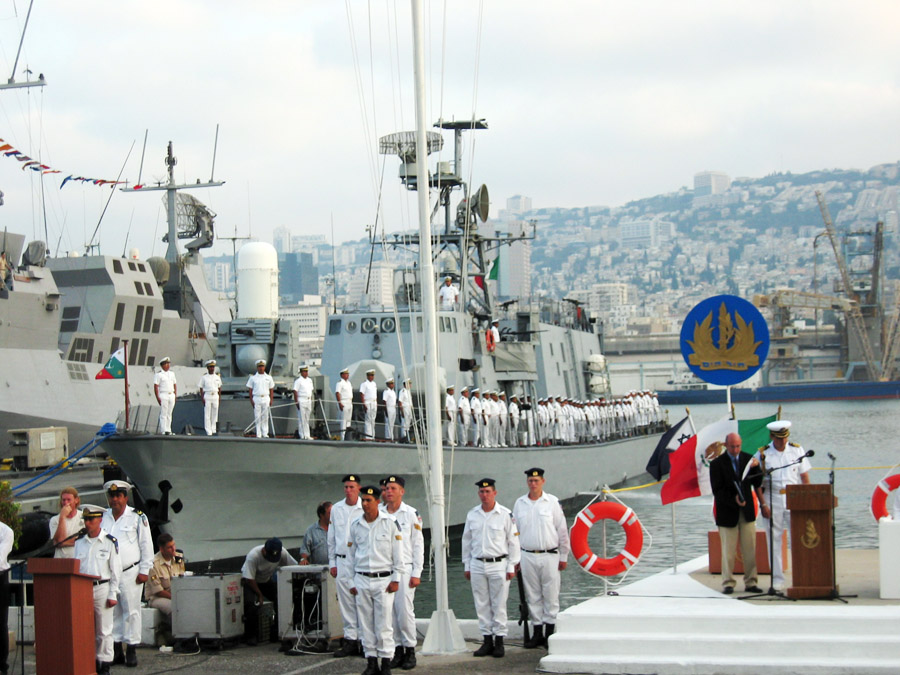
Mexické námořnictvo přebírá raketový člun třídy Sa'ar 4.5

V lednu 2004 Mexiko koupilo první dvě vrtulníkové jednotky Aliya a Geoula. Mexické námořnictvo je převzalo v srpnu 2004. Čluny dostaly nová jména Huracán a Tormenta. Plavidla byla dodána bez střel Harpoon, naopak střely Gabriel byly ponechány.

## Služba
Čtyři raketové čluny třídy Aliya se v noci ze 15. na 16. dubna 1988 podílely na likvidaci palestinského teroristy Abú Džiháda, který se ukrýval v Tunisu. Likvidaci Abú Džiháda provedly izraelské speciální jednotky Sajeret Matkal. Raketové čluny Aliya a Geoula měly v případě potíží poskytnout vojákům vzdušnou podporu. Nesly dva bitevní vrtulníky AH-1S Cobra a jeden vrtulník Bell 206 pro evakuaci raněných. Byla to nejdelší bojová mise, které se izraelské námořnictvo účastnilo.

## Hlídkové deriváty

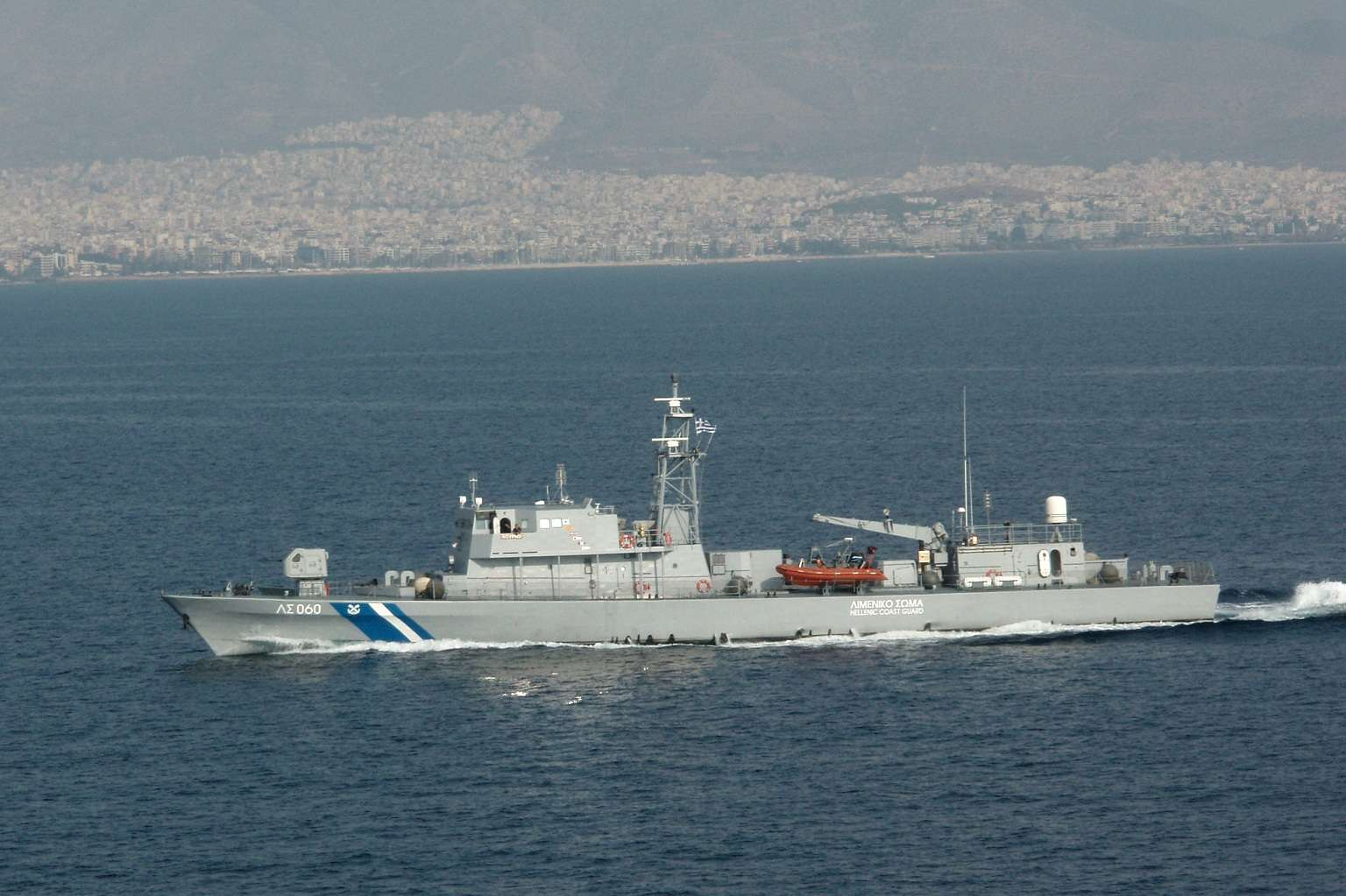
Řecký hlídkový člun Fournoi (LS-060)

Plavidla tříd Sa'ar 4 / 4.5 se stala základem pro rodinu hlídkových lodí, které se podařilo exportovat několika zahraničním uživatelům.
- Ázerbájdžán – Ázerbájdžánská pobřežní střáž objednala šest hlídkových člunů třídy S-201 (OPV 62), které však nesou také lehké protilodní střely.

- Kypr – Objednány čtyři hlídkové lodě ve verzi OPV 62.[9] Jsou vyzbrojeny dvěma 23mm kanóny. Prototyp byl do služby přijat v lednu 2018.[10]

- Rovníková Guinea – Námořnictvo Rovníkové Guiney zařadilo dvě hlídkové lodě třídy Kié-Ntem (OPV 62).

- Řecko – Řecká pobřežní stráž využívá tři 58metrové hlídkové čluny třídy Fournoi (OPV 58). Plavidlo nese pouze hlavňovou výzbroj a na zadní palubě, využívané pro protilodní střely, se u řecké hlídkové verze nachází jeřáb.[11]